# Charles Brault
Pour l’article homonyme, voir Brault.
Charles Brault (4 août 1752 - Poitiers † 25 février 1833 - Albi) est un homme d'Église français des XVIIIe siècle et XIXe siècle. Il fut Évêque concordataire et Baron de l'Empire avant d'être Archevêque et pair de France.

## Biographie

### L'exil
Appartenant à une famille qui avait déjà produit plusieurs hommes de mérite, Charles entra dans les ordres et fut de très bonne heure chargé d'enseigner la philosophie au séminaire de La Rochelle. Les talents qu'il développa dans cet emploi fixèrent l'attention de l'évêque de Poitiers, qui ne tarda pas à le rappeler dans son diocèse. Nommé chanoine de Sainte-Radegonde à Poitiers, puis curé d'une des principales paroisses de la ville, Brault, quoique très jeune, montra dans les fonctions du pastorat un zèle et une capacité qui furent récompensés par les titres d'archidiacre, de théologal et de grand vicaire. 
Peu de temps après, il fut fait professeur de théologie à l'Université de Poitiers.
Après s'être prononcé contre la Révolution, il fut forcé de quitter la France, pour ne pas prêter serment à la constitution civile du clergé. Il émigra en Piémont, et y fit une éducation pour subsister.
La famille Avogadro de Verceil, le recueillit d'abord, et se félicitant de posséder un tel hôte, fit ses efforts pour le retenir auprès d'elle. Mais la délicatesse de M. Brault craignit d'être à charge à de si généreux amis, et il préféra prendre une place de sous-précepteur dans une autre famille du pays.
Il ne rentra de son exil qu'à l'époque du Concordat de 1802. Il fut désigné pour le siège épiscopal de Poitiers ; mais, par suite d'une mesure générale, il fut pourvu, le 9 avril, de l'évêché de Bayeux (confirmé le 4 mai).

### Évêque concordataire et baron de l'Empire
Il fut sacré le 16 mai 1802 par Mgr Jean-Armand de Bessuéjouls de Roquelaure (les coconsécrateurs furent Mgr de Maillé, évêque de Rennes et Mgr Fallot de Beaumont de Beaupré, évêque de Gand. Le mois suivant (7 juin 1802), il fut coconsécrateur principal de Mgr de Bessuéjouls de Roquelaure lors de l'ordination de Messeigneurs Jean-Marie-Philippe Dubourg, évêque de Limoges et Jean-Évangéliste Zaepffel, évêque de Liège.
Le nouveau prélat parvint en peu de temps à apaiser les divisions qui troublaient le diocèse de Bayeux. En effet, les commencements de son épiscopat furent troublés par les tracasseries que lui suscitèrent des prêtres constitutionnels qui ne voulaient pas se soumettre. Mais sa modération et sa prudence triomphèrent des difficultés.
M. Brault organisa son diocèse, créa des établissements, et encouragea les vocations ecclésiastiques. Plusieurs communautés anciennes se reforment, et d'autres furent instituées. Le diocèse de Bayeux se rappela longtemps la sagesse de son administration, et son zèle pour réparer les désastres des temps passés. Grâce à ses soins, les établissements d'instruction et de charité, que la Révolution avait détruits, furent réparés. Un séminaire s'ouvrit pour les jeunes ecclésiastiques, les indigents furent instruits et secourus, et des missionnaires, établis pour le diocèse, portèrent, dans des paroisses encore privées de pasteurs, les paroles de l'Évangile. Son épiscopat fut remarqué par sa simplicité, sa tolérance, ses bienfaits, et un mandement sur la bataille d'Austerlitz, où il rendait hommage au génie et aux vertus du héros de l'époque, Napoléon Ier :

« Deux mois ont suffi à ce prince magnanime pour anéantir les forces combinées de deux des plus puissants potentats de l'Europe. Eh ! quel vainqueur encore ! Grand et humain avant l'action, il avait prévu combien la journée coûterait de larmes et de sang, et son cœur en fut navré de douleur. Plus grand encore après la victoire, qu'il est beau de le voir parcourir les rangs, visiter les blessés et s'estimer heureux d'épargner quelques larmes ! »

Depuis, l'évêque ne manqua jamais l'occasion de préconiser son héros avec autant de vérité, et l'on peut voir dans les journaux du temps tous les mandements qu'il publia à ce sujet.
Baron de l'Empire le 18 mars 1809, l'évêque de Bayeux assista au concile convoqué à Paris en juin 1811, où il remplit les fonctions de promoteur. Il fut du nombre des évêques qui se prononcèrent en faveur des quatre articles regardés comme le fondement de l'Église gallicane (articles organiques) ; et, néanmoins, l'estime dont il jouissait à la cour de Rome n'en éprouva aucune atteinte.
En 1814, il publia une Lettre pastorale pour célébrer le retour du roi, et ordonna une messe d'actions de grâces à cette intention. Il obtint des rétractations des prêtres constitutionnels qui ne s'étaient pas encore soumis. M. Brault établit une association de Dames pour faire des collectes en faveur des séminaires. Il fut un des premiers évêques qui rétablirent les retraites ecclésiastiques.

### Archevêque et Pair de France
Nommé au siège archiépiscopal d'Albi (que le dernier concordat avait rétabli) le 8 août 1817, et préconisé à Rome le 1er octobre, il resta néanmoins plusieurs années à Bayeux, par suite des difficultés qu'avait éprouvé l'exécution du concordat de 1817, et le mauvais état de santé des deux évêques successifs qui furent appelés à lui succéder.
Il ne prit possession d'Albi que le 23 juillet 1823. Il y fut reçu avec une pompe et un appareil militaire qui égalèrent à peine les plus brillantes entrées des souverains dans leur capitale, à l'époque de leur avènement. Dans ce poste éminent, il sut, comme à Bayeux, concilier tous les esprits par sa tolérance et sa charité : tout était aussi à organiser dans ce diocèse, qui avait été supprimé en 1801 et réuni à celui de Montpellier. Le nouvel archevêque ne montra pas là moins de zèle et d'habileté ; il forma des séminaires et publia le 14 octobre 1823 une ordonnance sage et étendue sur divers points de discipline et d'administration.
Il fait revenir dans le séminaire les jeunes séminaristes de Montpellier originaires du Diocèse, notamment Pierre Dalmond qu'il ordonne prêtre en 1824. Puis il renforce sa vocation missionnaire et parfaire sa formation en le nommant successivement vicaire à Saint-Pierre de Gaillac, puis curé de Marnaves, qui était une paroisse sans prêtres depuis un long moment. Ensuite il lui fait profiter d'une demande du supérieur du séminaire colonial de la Congrégation du Saint-Esprit qui cherchait à recruter un prêtre pour l'envoyer en Guadeloupe.
Trop éclairé pour être intolérant, trop monarchique pour être ultra, il fut naturellement appelé à siéger à la Chambre des pairs le 5 novembre 1827, parmi un des soixante-seize nommés par le ministère Villèle. Dans la commission des petits séminaires, Mgr Brault fut un des membres qui se prononcèrent en faveur des jésuites. Il cessa de siéger en 1830.
Le prélat avait eu le chagrin de perdre son frère aîné, M. l'abbé Mathurin Brault, qu'il avait fait chanoine et grand vicaire de Bayeux, puis d'Albi, et qui avait toute sa confiance.
En possession de la double dignité d'archevêque et pair de France, il fut admis à la retraite comme archevêque le 2 août 1829, parce qu'il ne possédait qu'un revenu de 30 000 francs.
Déjà depuis plusieurs années sa vue s'affaiblissait, et il ne pouvait qu'avec beaucoup de peine remplir les fonctions les plus importantes de l'épiscopat. Il avait témoigné l'envie de se démettre, et n'était resté en place que sur des représentations qu'on lui fit sur les suites de cette démarche pour le bien de son diocèse. Charles Brault meurt à Albi le 25 février 1833, à trois heures du matin. Le chapitre d'Albi invita Mgr Giraud, évêque de Rodez, premier suffragant de la métropole, à officier aux obsèques.

## Armoiries
| Figure | Blasonnement |
|        | Armes du baron Jean-Siméon Champy et de l'Empire (1810) Coupé : au Ier parti, d'argent à un agneau pascal d'azur et des barons évêques ; au IIe, de pourpre à une couleuvre d'or accostée à dextre et à senestre d'une colombe du même. |

## Décorations
- Chevalier de la Légion d'honneur (15 août 1810)[3]

## Titres
- Baron Brault et de l'Empire (lettres patentes du 18 mars 1809).

## Autres fonctions
- Pair de France (5 novembre 1827).

## Publications
Il a laissé des Mandements et des Lettres pastorales écrits avec une onction qui formait le trait principal de son éloquence.

## Règlement d'armoiries
« Coupé, au I parti d'argent à l'agneau pascal d'azur, et du quartier des Barons évêques de l'Empire ; au II, de pourpre à la couleuvre d'or, tortillée en pal, accostée à dextre d'une colombe aussi d'or. »